# دره‌کرکنگ
دره‌کرکنگ (به ترکی آذربایجانی: Dərəkərkənc) یک منطقهٔ مسکونی در جمهوری آذربایجان است که در شهرستان شماخی واقع شده‌است.